# Progression (Musik)
Unter einer Progression, auch: Akkordfolge, versteht man in der Musik eine beliebige Abfolge von Akkorden. Während eine Kadenz mit einer formelhaften Bewegung zu einem Ziel hinführt, gibt es für Progressionen keine besonderen Regeln oder Stilvorgaben. Progressionen sind nicht an eine bestimmte Form gebunden.
Dieser Begriff wird häufig im Jazz, zunehmend aber auch in der Popmusik verwendet, besonders dann, wenn sich Songschreiber, Komponisten und Musiker untereinander über ihre Arbeit verständigen. Das Wort wird in der englischen Sprache identisch geschrieben.
In der Musikgeschichte waren nicht selten ganz bestimmte Akkordprogressionen in bestimmten Epochen besonders beliebt. So findet sich beispielsweise die Progression I-vi-IV-V sehr oft in Popsongs der 50er Jahre. Ein typisches Beispiel dafür ist das Lied "Stand by Me" von Ben E. King aus dem Jahr 1961.

## Begleitung von Melodien
Kompositionen in Jazz und Popmusik basieren häufig auf Progressionen, die eine Melodie harmonisch begleiten. In der Popmusik entsteht häufig zuerst die Melodie und die Akkorde werden anschließend als Begleitung hinzugefügt. Im Jazz ist es oft genau umgekehrt: Die Akkorde stehen auf dem Papier und die Musiker improvisieren anschließend „live“ ihre Melodien dazu.
Ein und dieselbe Melodie kann mit vielen verschiedenen Progressionen begleitet werden, wobei sie jeweils ein ganz unterschiedliches Erlebnis hervorruft. Songschreiber und Komponisten machen sich das zunutze, um ihre Stücke abwechslungsreich und interessant zu gestalten.
Wenn sich eine relativ kurze Progression in einem Stück fortwährend wiederholt, spricht man von einem harmonischen Ostinato.